# Stenellipsis ochraceotincta
Stenellipsis ochraceotincta là một loài bọ cánh cứng trong họ Cerambycidae.